# Carl Gustav Jacobi
Carl Gustav Jacobi (Potsdam, 10. prosinca 1804. – Berlin, 18. veljače 1851.), njemački matematičar. Razvio važnu granu matematičke analize, teoriju eliptičkih funkcija, koju je izložio u djelu Novi temelji teorije eliptičkih funkcija (lat. Fundamenta Nova Theoriae Functionum Ellipticarum, 1829.). Istaknuo se u razvoju teorije brojeva te diferencijalnog i integralnoga računa. U djelu O strukturi i svojstvima determinanata (lat. De Formatione et Proprietatibus Determinantium, 1841.) dao je pionirski prinos teoriji determinanata, a time i matričnomu računu. Bavio se problemima iz mehanike, posebno dinamike, koje je obradio u djelu Predavanja o dinamici (njem. Vorlesungen über Dynamik, 1866.), u kojem je dao rješenja posebnoga tipa diferencijalne jednadžbe (Jacobijeva diferencijalna jednadžba), važnog u mehanici. Ti su radovi, zajedno s radovima Williama Rowana Hamiltona, imali značajnu ulogu u matematičkom oblikovanju kvantne mehanike. Bio je vrlo plodan matematičar pa je po njemu nazvan niz pojmova u matematici (na primjer Jacobijev polinom, princip, simbol, Jacobijeve eliptičke funkcije, Jacobijeva transformacija i drugo).